# Sylvie Kandé
Sylvie Kandé (* 13. Oktober 1957 in Paris) ist eine französische Dichterin und Historikerin. Sie lebt in New York, wo sie Afrikanische Geschichte an der State University of New York in Old Westbury (SUNY Old Westbury) unterrichtet.

## Leben und Werk
Kandé ist die Tochter einer bretonischen Mutter und eines senegalesischen Vaters. Nach einem Studium der Hellenistik und Afrikanistik in Paris ging sie Ende der 1980er Jahre nach New York, um an der Stanford University frankophone Literatur zu unterrichten. 1992 schloss sie ihre Doktorarbeit unter der Leitung von Catherine Coquery-Vidrovitch an der Universität Paris VII ab. Seither lehrte sie französische und frankophone (afrikanische und karibische) Literatur sowie afrikanische und afro-amerikanische Geschichte an verschiedenen Universitäten in New York.
Für ihre Arbeit als Dichterin erhielt sie mehrere Preise und Auszeichnungen, insbesondere den Prix Louise Labé (2017) und den Prix Lucienne Gracia Vincent der Fondation Saint-John Perse (2017). Ihre Gedichte sind mehrfach für das Theater inszeniert worden.
Sie veröffentlichte zahlreiche Artikel zur Afrikanistik und zur Literatur, u. a. auch zu Themen wie Sklaverei. Zudem betätigt sie sich als Literatur- und Filmkritikerin. 
Kandé ist Mitglied der Übersetzungskommission des PEN American Center und übersetzte zahlreiche Artikel, aber auch Lyrik ins Französische.
Seit 2017 ist sie die Vorsitzende der Jury Caraïbes de l’Association des écrivains de langue française.

## Veröffentlichungen (Auswahl)

### In französischer Sprache

#### Dichtung
- Lagon, lagunes. Tableau de mémoire (mit einem Nachwort von Édouard Glissant). Collection Continents Noirs, Gallimard, Paris 2000.
- La quête infinie de l’autre rive. Épopée en trois chants. Collection Continents Noirs. Gallimard, Paris 2011, ausgezeichnet 2017 mit dem Prix Lucienne Gracia-Vincent.
- Gestuaire, poèmes. Collection Blanche. Gallimard, Paris 2016. (2017 ausgezeichnet mit dem Prix Louise Labé)

#### Geschichte
- Terres, urbanisme et architecture “créoles” en Sierra Leone (18ème-19ème siècles). L’Harmattan, 1998
- als Hrsg.: Discours sur le métissage, identités métisses. En quête d’Ariel (Actes de la conférence organisée à NYU sur le métissage). L’Harmattan, 1999

### In deutscher Sprache
- Die unendliche Suche nach dem andren Ufer. Aus dem Französischen von Leo Pinke und Tim Trzaskalik, Matthes & Seitz Berlin 2020
- Ach, wäre ich doch Pygmäe!’ Die Figur des Babinga-Trägers in Le silence de la forêt von Bassek ba Kobhio. In: S. Malzner & A. D. Peiter (Hg.): Der Träger. Zu einer »tragenden« Figur der Kolonialgeschichte. Transcript Verlag, 2018
- Stiller Tausch. Gedichte. Zweisprachige Ausgabe, aus dem Französischen von Tim Trzaskalik. Edition Lyrik Kabinett bei Hanser, 2023. ISBN 978-3-446-27634-5.